# Перстенки
Перстенки (рос. Перстенки) — присілок Сафоновського району Смоленської області Росії. Входить до складу Прудківського сільського поселення.
Населення — 42 особи (2007 рік). 